# Stroszowice
Stroszowice (deutsch Stroschwitz, 1936–1945 Straßendorf) ist eine Ortschaft in der Gemeinde Lewin Brzeski im Powiat Brzeski der Woiwodschaft Opole.

## Geographie

### Geographische Lage
Das Straßendorf Stroszowice liegt im Westen der historischen Region Oberschlesien an der Grenze zu Niederschlesien. Der Ort liegt drei Kilometer südwestlich vom Gemeindesitz Lewin Brzeski (Löwen), 21 Kilometer südöstlich von der Kreisstadt Brzeg (Brieg) und 30 Kilometer nordwestlich von der Woiwodschaftshauptstadt Opole (Opole). 
Stroszowice liegt in der Nizina Śląska (Schlesische Tiefebene) am Rande der Dolina Nysy Kłodzkiej (Glatzer Neiße-Tal) hin zur Równina Niemodlińska (Falkenberger Ebene). Nördlich des Dorfes fließt die Glatzer Neiße.

### Nachbarorte
Nachbarorte von Stroszowice sind im Nordosten der Gemeindesitz  Lewin Brzeski (Löwen), im Südosten Oldrzyszowice (Hilbersdorf), im Südwesten Sarny Małe  (Klein Sarne) und im Norden Kantorowice (Kantersdorf).

## Geschichte
Der Ort Stroschwitz wurde 1218 erstmals urkundlich erwähnt. Die Gegend rund um Stroschwitz war bereits in der Jungsteinzeit besiedelt. Dies ergaben archäologische Ausgrabung in der näheren Umgebung des Dorfes. Der Ortsname leitet sich vom slawischen Wort Stroza und bedeutet Wächterdorf. 1534 wird das Dorf als Strosswitz erwähnt.
Nach dem Ersten Schlesischen Krieg 1742 fiel Stroschwitz mit dem größten Teil Schlesiens an Preußen.
Nach der Neuorganisation der Provinz Schlesien gehörte die Landgemeinde Stroschwitz ab 1816 zum Landkreis Falkenberg O.S. im Regierungsbezirk Oppeln. 1845 bestanden im Dorf eine Schmiede und 37 Häuser. Im gleichen Jahr lebten in Stroschwitz 299 Menschen, davon 49 katholisch. 1874 wurde der Amtsbezirk Hilbersdorf gegründet, welcher aus den Landgemeinden Arnsdorf, Hilbersdorf, Klein Sarne, Rauske und Stroschwitz und den Gutsbezirken Arnsdorf, Hilbersdorf, Klein Sarne, Rauske und Stroschwitz bestand. 1885 zählte Stroschwitz 315 Einwohner.
1933 hatte Stroschwitz 304 Einwohner. Am 28. Juli 1936 wurde der Ortsname in Straßendorf geändert. 1939 zählte der Ort 289 Einwohner. Bis 1945 befand sich der Ort im Landkreis Falkenberg O.S.
1945 kam der bisher deutsche Ort unter polnische Verwaltung und wurde in Stroszowice umbenannt und der Woiwodschaft Schlesien zugeordnet. 1950 kam der Ort zur Woiwodschaft Opole. Mit Abschluss des Zwei-plus-Vier-Vertrages endete die völkerrechtliche Verwaltung des Ortes und er wurde Teil Polens. 1999 kam der Ort zum Powiat Brzeski.

## Sehenswürdigkeiten
- Gedenkturm für die Gefallenen des Ersten Weltkriegs